# Кандоза
Кандоза (порт. Candosa)  —  район (фрегезия) в Португалии,  входит в округ Коимбра. Является составной частью муниципалитета  Табуа. Находится в составе крупной городской агломерации Большая Коимбра. По старому административному делению входил в провинцию Бейра-Алта. Входит в экономико-статистический  субрегион Пиньял-Интериор-Норте, который входит в Центральный регион. Население составляет 818 человек на 2001 год. Занимает площадь 11,68 км².
Покровителем района считается Сан-Факунду (порт. São Facundo). 